# مارك مونتجومري
مارك مونتجومري (بالإنجليزية: Mark Montgomery)‏ هو مدرب كرة سلة أمريكي، ولد في 1 أبريل 1970.